# Les Prades
Les Prades és una masia situada al municipi de Llobera, a la comarca catalana del Solsonès.